# Élections législatives turques de 1983
Les élections législatives turques de 1983  ont eu lieu le 6 novembre 1983.

## Mode de scrutin
La Grande Assemblée nationale de Turquie est le parlement unicaméral de la Turquie. Elle compte 400 députés, élus pour quatre ans au scrutin proportionnel, chacune des soixante-dix neuf provinces constituant une circonscription électorale. Les candidats présents sur la liste d'un parti politique ne sont élus que si leur formation a obtenu au moins 10 % des suffrages exprimés au niveau national, si elle a présenté deux candidats à chaque siège de député dans au moins la moitié des provinces, et si elle est bien implantée dans la moitié des provinces et un tiers des arrondissements provinciaux.
Au seuil électoral s'ajoutent plusieurs conditions supplémentaires auxquelles un parti doit se soumettre pour pouvoir bénéficier de sièges. Ils doivent avoir une présence dans un minimum d'un tiers des districts d'au moins 40 provinces, dans lesquelles ils doivent présenter au moins deux candidats.
Le seuil électoral turc de 10 % des suffrages, très élevé, a par le passé poussé au regroupement des formations et au vote tactique de la part des électeurs afin d'éviter que leur vote ne soit « perdu ».

## Résultats
|                           |                                           |              |              |              |        |     |  |  |  |
| Partis                    | Partis                                    | Voix         | %            | +/-          | Sièges | +/- |  |  |  |
|                           | Parti de la mère patrie (ANAP)            | 7 833 148    | 45,14        | Nv           | 211    | 211 |  |  |  |
|                           | Parti populiste (HP)                      | 5 285 804    | 30,46        | Nv           | 117    | 117 |  |  |  |
|                           | Parti de la démocratie nationaliste (MDP) | 4 036 970    | 23,27        | Nv           | 71     | 71  |  |  |  |
|                           | Indépendants                              | 195 588      | 1,13         | 1,37         | 0      | 4   |  |  |  |
|                           | Siège vacant                              | Siège vacant | Siège vacant | Siège vacant | 1      | -   |  |  |  |
|                           |                                           |              |              |              |        |     |  |  |  |
| Votes valides             | Votes valides                             | 17 351 510   | 95,14        |              |        |     |  |  |  |
| Votes blancs et invalides | Votes blancs et invalides                 | 886 852      | 4,86         |              |        |     |  |  |  |
| Total                     | Total                                     | 18 238 362   | 100          | –            | 400    | 50  |  |  |  |
| Abstention                | Abstention                                | 1 529 004    | 7,73         |              |        |     |  |  |  |
| Inscrits / participation  | Inscrits / participation                  | 19 767 366   | 92,27        |              |        |     |  |  |  |

## Analyse et conséquences
Premières élections libres en Turquie depuis le coup d’état militaire de 1980, ces élections législatives sont remportées par l’ANAP, un parti conservateur et laïc, qui obtient la majorité absolue. Son dirigeant, Turgut Özal,  devient premier ministre et le restera jusqu’en 1989, date à laquelle il est élu président de la République.